# Am I Not Your Girl?
Am I Not Your Girl? – album z coverami w wykonaniu Sinéad O’Connor, wydany w 1992 roku.

## Lista utworów
1. „Why Don't You Do Right?” - 2:30
2. „Bewitched, Bothered and Bewildered” - 6:15
3. „Secret Love” - 2:56
4. „Black Coffee” - 3:21
5. „Success Has Made a Failure of Our Home” - 4:29
6. „Don't Cry for Me Argentina” - 5:39
7. „I Want to Be Loved by You” - 2:45
8. „Gloomy Sunday” - 3:56
9. „Love Letters” - 3:07
10. „How Insensitive” - 3:28
11. „Scarlet Ribbons” - 4:14
12. „Don't Cry for Me Argentina” (Instrumental) - 5:10